# 琳賽·蘿涵
林赛·摩根·罗韩（發音： /ˈloʊ.ən/，1986年7月2日—）是一位美国演員、歌手、詞曲作者、製作人和企業家。她3岁时作为儿童时尚模特开始了自己的职业生涯，并于10岁时在肥皂剧《另一個世界》中出演了一年。11岁时，林赛在迪士尼获得评论和商业成功的重制《天生一对》（1998）中首次出演了电影角色。她的下一部电影，迪士尼重制《辣妈辣妹》（2003），也获得了票房及评论成功。在又一部获得评论和商业成功的电影《贱女孩》（2004）发行后，林赛成为了一个家喻户晓的名字，并成为了狗仔队和花边小报的焦点。两部电影为她赢得了数项MTV电影大奖和青少年选择奖。
林赛的首张录音室专辑，《有话直说》（2004），获得了铂金认证。她的第二张专辑，《私人空间》（2005），获得了金认证。2005年初，林赛出演了迪士尼电影《疯狂金龟车》，并获得了票房成功。2006年，她凭借自己在罗伯特·奥特曼的《牧场之家好作伴》和艾米利奥·艾斯特维兹的《鲍比》等独立电影中的工作获得了正面评价。2007年，两起吸毒加酒后驾驶事件导致林赛面对缓刑，并三次造访康复中心。这导致了林赛失去了一些电影合約。
2008年和2009年，林赛作为时尚模特工作，并发布了服饰品牌6126。2008年，她凭借在电视剧《丑女贝蒂》中的客串角色恢复了她的演艺生涯，并在2009年出演了电影《产前阵痛》。她还出演了罗伯特·罗德里格兹的电影《弯刀》（2010）。林赛2010年和2011年的大部分时间被用在违反缓刑规定和项链偷盗所引发的法律问题上。在她的监视缓刑于2012年被解除后，林赛进行了包括在电视自传电影《丽兹与迪克》（2012）中饰演伊丽莎白·泰勒在内的更多电视工作。2013年，林赛出演了保罗·施拉德的独立电影《峡谷》。

## 早期生活与教育
林赛·蘿涵生于一个天主教家庭，她名字的发音先是罗韩（ˈləʊhæn）， 后来改念露安（ˈləʊən）。后来她还在名字中间加上“摩根”，是为了“听起来更专业”。 林赛在米力克和长岛冷泉码头长大，她在长岛上学直到11年级，之后就在家中受课。记者后来问及林赛，她的家教经历是不是为她《贱女孩》的表演提供一些帮助。而她则说：“当我读剧本的时候，我的家教还不到那种程度。”她是四姊弟最长。她的弟弟跟父亲同名麦克，偶尔可见他出现在林赛拍摄的电影电视裡面。而阿莉安娜（Aliana Lohan，昵称Ali）与姐姐一样是位模特和演员，像她的母亲所说的“阿莉正做着林赛做的事。”弟弟达柯塔（Dakota）目前也是从事时尚模特方面的工作。
其双亲迈克·罗韩（Michael Lohan）和蒂娜·罗韩（Dina Lohan，娘家姓薛礼文）曾是演员。迈克继承了父辈的泥膏生意，后来将它转手为资金，转行期货交易，并成为纽约期货交易员主席，再后来则成为一位投资人员，为一些公司提供资金。母亲蒂娜曾是纽约无线电城踢踏舞蹈队成员，后来成为华尔街分析员，当林赛成名后，她则专职作女儿的经理人。
因为父母职业的原因，琳赛從來無須為缺錢煩惱。但可惜的是，其家庭生活并不算幸福。她的父亲在2004年被揭，曾因投资诈骗罪名入狱多年，2005年则再次因再犯无牌驾驶和意图伤害他人而锒铛入狱，而且有着酗酒和沾染毒品史。父亲正与家人疏远。2005年，麦克和蒂娜正式提出离婚。蒂娜的律师说：“蒂娜和她的孩子为最终渡过这一段不幸而感到欣慰。”而麦克则说：“盼望有机会能和妻子儿女复合。”这些不幸的家庭经历或多或少对林赛有所影响，例如在她后来的第二张专辑《私人空间》（A Little More Personal (Raw)）裡第一首單曲「破碎心灵的自白」音樂錄影帶，据她说是表达家人在父亲手上曾经受过的苦楚。但又补充道：“这是有点伤害他的味道，但是我希望他从音樂錄影帶裡看到积极的一面，而非消极的那一面。”而林赛也曾经斥责那些称她父亲心理有问题的谣言。

## 影视职业生涯

### 1989年–2002年：早期职业生涯和《天生一对》
三岁的林赛有着红发蓝眼，脸上有浅浅的雀斑，很符合当时广告商的审美要求。她通过福特模特公司开始进入媒体视野，她也是该公司第一位签约的红发小姑娘。她陆陆续续为玩具反斗城、必胜客等拍攝過多个广告，又登上过《ELLE》、《Vogue》、《Bliss》和《Blenda》等杂志。从4岁起，林赛就开始学习唱歌跳舞，加上这些在相机前工作的经历，林赛很自然会到摄影机前去进一步开拓前程。
虽然林赛最初几次电视试镜并不顺利，但是到了她“最后一次尝试”的时候，被邓肯·海尼斯广告短片公司录取，而且为公司拍了超过60部广告短片。后来她参演肥皂剧，1996年末到1997年初在连续剧《Another World》裡得到一个角色，这位年纪轻轻的姑娘显然已是片场老手，其分得的对白比其他任何一位10岁上下的儿童都多。但是林赛最后还是离开了《Another World》。这一举动可以归因于1997年的一个晚上她家接到的一个电话。
《天生一对》
电话是由导演南希·梅尔斯打来的，她通知琳赛经过遴选，将出演当时即将开拍的迪士尼翻拍电影裡的双胞胎（原来的人选是蜜雪兒·雀柏格，《冰公主》，雀柏格的生日正和剧中双胞胎的是同日—10月11日）。而且她的妈妈蒂娜和弟弟麦克也得到了剧中的小角色。林赛当时接受了这个机会，这成为她的荧屏首演。琳赛10岁半试镜，当她过了自己11岁生日的时候，影片开拍。根据剧情，影片需要在伦敦，洛杉矶和纳帕取景。林赛对此回忆道：“我为此离开学校8个月。回来的时候，朋友问，‘去哪了’。我只说，我们家去过了一个长假。到后来影片开播，朋友说道‘琳赛，在《天生一對》里面的是妳’。我说：‘噢，对了，我假期時还拍了这部电影。’”
《天生一對》是琳賽在大螢幕上的真正起步。雖然她日后继续以高频率地產出電影電視，並且通過自身努力和一些大明星的加持在票房和收視上獲得更大的成功（《天生一對》全球票房9千2百万美元，低于日后的《辣妈辣妹》和《贱女孩》。在德国有44万人入场观看了该电影。），但是该部电影毫不逊色于林赛日后任何一部高投资大作。飾演兩位家長的演员娜塔莎·理查森和丹尼斯·奎德戲功深厚，而飾演管家的麗莎·安·瓦爾特和西蒙·孔兹也非常出色。電影的配樂出自阿兰·西维斯利（回到未来三部曲、阿甘正传）之手，由他本人亲自指挥钢琴配合小型管弦乐团演出，精致而有趣，乃点睛之笔。电影不但是林赛的首演，也是导演梅尔斯的首次执导。1998年的电影技术已能将“两个林赛”无缝接入一个画面中。所有这些当然是该片成功的原因，但最关键的还是当时毫无名气的琳赛演出的成功。
琳賽在影片中以一对被分隔而互不相识的双胞胎安妮（Annie）和荷莉（Hallie）的形象出场，在一次夏令营中得知对方身份，两人后来使了不少顽皮主意让已离婚的父母复合。因为出身不同城市（伦敦和纳帕），和家庭的差异—安妮接受母亲伊丽莎白（娜塔莎·理查森饰）的教育，是一朵秀雅的玫瑰，而荷莉则在父亲尼克（丹尼斯·奎德饰）的抚养下长大，是一位酷女孩，两人气质，用词和口音都有显著差异，就如剧中安妮说的“但是荷莉，我们是完全，彻底，100%不同的哦”。这是对演员很大的挑战。琳赛在接受采访时说：“这是我第一部电影，当我拍广告短片的时候，从不知道拍电影有多辛苦。现在我知道，若要拍一部电影，你要为之做多少准备。”林赛要接受口音训练，在动作控制摄影机前协调动作。经过这一切之后，林赛成功地塑造了安妮和荷莉，其童趣盎然的演出以及天真可爱的表情受到大多数影评家的赞赏。如让内·马斯林说道：“（林赛）好像从那里上了几课。”坊间的影评则有道“片中的林赛·罗韩绝对不会让你想到日后那一身时尚打扮的封面女郎。”而吕迪格·苏斯兰则说道：“最值得赞叹的是林赛·罗韩的表现，将如此困难的双角色荷莉和安妮如此出色如此漂亮地呈现出来，让人感到她之前除了出镜外，别无所为。”该片目前在IMDB上的评分为6.2。
当然，并非所有人都为影片叫好，特别是来自德国的声音，因为故事是改编自德国作家埃里希·卡斯特纳的有着广泛读者群的故事《两个小洛特》，德国观众不免拿影片与原著作一番比较。例如德国杂志《电影服务》1998年21期中就说道：“电影为充满奢侈诱惑的上流社会叫好。”还有人认为影片是“麦当劳式的小洛特，只是比原著闹一点，多点风花雪月，多点眼泪，还有更厚一点。”
不管怎样，林赛通过该片获得了青年演员奖裡的最佳女主角奖，并被提名竞逐年青明星奖和布洛克娱乐奖的最佳女主角奖。而迪士尼则如获至宝，很快便与林赛准备下一步作品。更重要的是，拍摄过程中跟多位前辈演员的交流切磋，以及她本人的心得体会，都为林赛下一部电视《真人大小》（Life-Size）做好了准备。
值得一提的是，影片中林赛有着很多精彩动情的对白，而其中之一就是安妮与父亲在回家的路上所发关于父亲的一番小演说，同时也颇有惆怅自影的味道：
:尼克：为什么你每句话后面都加上“Dad”呢？
安妮：对不起，我说的时候没发觉，Dad，——对不起，Dad。
...
安妮：你知道我为什么会这样不停的说“Dad”吗，真心话？
尼克：因为你太想念你的老爸了？
安妮：正是，因为我的整辈子，我说的是过去的八个星期里，我都没机会说一次“Dad”，一次都没有。而爸爸在女儿生命中是没人能代的。想想，年里有一整天是父亲节。想一下，那些没有父亲的人，从没买过父亲节卡，从没坐到过爸爸的膝头上，从没有机会说“Hi，Dad”，“怎么了，Dad”，“再见，Dad，待会儿见，Dad。”BB仔第一个会说的词就是Dada，对吗？
尼克：看看我明白了没有……你是很怀念再叫上我“Dad”了。
安妮：Yeah，我真的是很怀念的，Dad。
《真人大小》
经过短暂的休息后，林赛·罗韩和黑人女模特泰拉·班克斯（Tyra Banks，拍有电影《高等教育》）合作接拍了自己下一部迪士尼电视电影《真人大小》（Life-Size）。影片的焦点依然如前，放靠在亲子关系上。林赛饰演女儿卡西。剧中，卡西的妈妈早前因病离世，她由单亲父亲本（Ben）抚养。但是母亲的缺失对卡西造成的影响很大，她变得孤僻，远离朋友不止，就连和父亲的关系也显得很隔阂。在用咒语试图让母亲复活的时候，卡西意外将玩偶依芙唤生。开心果依芙不但使周围的人得到了欢乐，最后也使卡西走出了心理阴影。
影片有DVD版发行，并在德国以《Zum Leben erweckt》名字发行，受到德国观众的好评。但是根据网页相关度，以及参与评价人数来看，其接受范围无法与林赛的电影相比。而观众对影片的评价比较中等。观众中如Anthony Radogna认为该片是“唯一一部不断翻滚着欢乐与哀伤情感的电影”。在拍完《亲亲两颗心》之后一年里，林赛身上发生了微妙的变化，其气质也开始有所发展，这都可以在这部《真人大小》中看出来。林赛又一次扮演单亲家庭中的女儿，而且角色有着较大的心理压抑。整部影片到最后方才见到她露笑脸。而卡西也是到目前（2006年）为止林赛所饰演过的，最有感情深度的，性格最复杂，也是最难理解的角色。13，14岁之交的林赛已经很懂得运用表情去刻画卡西的性情发展，观众Katrina Anne Van Tylor说：“其表演一针见血”。有人认为林赛的表现在外表上和人格上所带的成人气质不如《亲亲两颗心》裡所流露出来的童真感人。相对较短的影片时间（68分钟，以DVD版为准）明显使得卡西的性格展开不足，她对依芙的态度变化让人感到不自然，剧情张力也未够。
与剧情呼应的是，在2005年玩具公司美泰兒（Mattel）发行林赛·罗韩玩偶，林赛藉此成为首位在生的，其形象被借用到玩偶之上的人物。
同在2000年，林赛还参拍过世界范围内知名度不高的短命连续剧《The Bette-Show》第一集。后来剧组从纽约搬到洛杉矶，林赛也随之退出。之后林赛经过一年多休影，开始进入其“学校少女”时期。其中在2001年她还主持过ABC-TV纪念华尔特·迪士尼诞辰100周年系列节目。

### 2003年-2005年：职业生涯突破和《贱女孩》
童星时代林赛的两部主要作品无疑都是以亲子关系为中心。到了2002年，在她担任主角的迪士尼电视电影《小记者大侦探》（Get a Clue）中，男女感情的主题开始出现，这也标志着林赛戏路的改变，作品重点由父母与女儿之间的情感磨合转到到表现少女成长中的心路历程。而林赛那独特的略带沙哑的声音已开始可闻，而这三年也被普遍认为是她获得突破的时期。
2002年播出的《小记者大侦探》（Get a Clue）是由林赛领衔主演的一部迷你电视剧，在迪士尼频道播出。林赛饰演主角莱西，她是学办报纸的一位记者。大意是：《纽约日报》刊登了莱西有关两位老师浪漫史的报道，奇怪的是，男方瓦克先生不久后失踪。女方道生女士因此被警方怀疑与案情有关。莱西暗暗觉得一切是由自己的报道引起的，因此连同三位好友杰克，珍妮花和伽宝一起追查。最后竟让他们揭发了一宗1987年发生的罪案真相。而瓦克和道生得以终成眷属。
林赛在剧中所担任的角色已向其日后的“学校少女”靠拢。一身时尚的装束，敏锐清晰的头脑和独立特行的风范都是在她早先那些双亲不离左右的影视作品中没出现过的。《小记者大侦探》中，母亲一开剧就已要离开镜头，而父亲则起到提点女儿的作用。影片的其它部分都是主要由林赛填充。这部电视没有《真人大小》中伦理话题，而是以巧妙发展的情节来吸引观众。
2003年林赛到迪士尼为电影《辣妈辣妹》试镜并得到了主角安娜的饰演资格。与之搭档的是美国知名女星占美·李·库提斯。这也是一部翻拍电影。片中母女俩人被魔术对调了身体。只有后来当两人“产生无私的爱时，才会被对调回来。”这部电影是林赛目前为止获得最高收视的电影，全球票房达1亿6千万美元，IMDB的影评得分6.9，也成为林赛出演过影片中的最好纪录。这些成绩，首先是自于占美·李·库提斯那出众的演技才能，双面角色转换自如。扮演弟弟的童星瑞安·玛伽里尼也很引人注目。林赛的演出也得到如影评家罗杰·易北的肯定：“（林赛）的演出有着茱迪·科士打的庄重，在其年轻的人格面具下有着强烈的张力。”而为影片摇镜头的卡里·利奇称她的表演为“不可预言和充满激情的”。
值得一提的是，林赛在《辣妈辣妹》一开歌喉，并且有着很短的一段吉他独奏。
她为该片录制了片尾歌曲《Ultimate》。
林赛自己在《小记者大侦探》饰演小记者，应该很好的体现过一次，那些“和侦探没什么区别”的好记者会如何“改变别人的生活”，使用间谍器材隐藏在角落静窥别人的一举一动，并将别人的私事公报于众，为当事人带来不可预测的可怕后果。而在戏外，她却成了被静窥，被改变的对象。名声鹊起的林赛，同时也引来媒体的关注，各式各样的消息也开始传出，负面居多。在戏内，作为“安娜”的林赛曾向“辣妈”库提斯喊过：“你毁了我的生活！” 。这句话在戏外她也对过自己的母亲喊过，不过是玩笑的成分居多。
而琳賽在接受《ELLE》采访时說“我并不是无缘无故地消瘦的，并不是贪食症或是厌食症的原因，也不是我服用药品的原因。我没吸大麻，但不久前我曾一天工作21个小时。
我只18岁大，身体只能撑这么多。我又是个很情绪化的人。......我不知道为什么，同时也不知道是什么让我这样的不适。
《青春舞会皇后》
2003年，林赛，希拉里·杜芙与歌手亚伦·卡特的三角关系导致两人一场“Catfight”（指女性之间的争执），并被一些媒体刊登报道。当林赛2004年走在路上的时候，有路人故意向她喊“杜芙”以嘲讽她。但两人后来都分别澄清，这样做并无恶意。而林赛也在2004年5月1日的《周六晚现场》裡向由瑞切·德拉许（Rachel Dratch）扮演的希拉里道歉，并且说到：“我和希拉里并没有互怄对方的气，只是我们都与同一名男孩约会了，这都是些学校里常见的小事。”而恰恰在2003/04年，两部有她角色作旁白的电影与大众见面，竟然都是涉及学校少女间勾心斗角之事。第一部是迪士尼的《年轻戏剧女王的表白》（confession of a teenage drama queen）。林赛早在2003年接受了该影片，但开始时，这部电影主角罗拉的台词本来却是为希拉里·杜芙而写的。因为后者排期已满才作罢。这部影片是林赛第一部非翻拍电影，也是第一部完全以她为中心的电影，同时还是林赛几部没有离奇童话色彩的影视作品之一，但是剧情依然是浪漫的因素居多。片中的罗拉不情愿地跟随妈妈从纽约搬到新泽西，在学校遇上了好友埃拉。罗拉一方面在学校通过竞争获得了当上《皮格马利翁》主角，另一方面与埃拉一起接近自己的摇滚乐偶像斯图·沃尔夫。后来舞台剧演出获得成功。这些经历使罗拉最后认识到“真正的现实生活可以比幻想还要有着更多的乐趣……在每个地方。”
在这部电影里，林赛为电影唱了四首歌：“Drama Queen (That Girl)”、“What Are You Waiting For”、“Don't Move On/Living for the City/Changes”和“A Day in the Life”，在跳舞机上一展身手，还演戏中戏，并配合着自己的旁白推动剧情。但是这无法掩饰剧本和情节上缺陷。这是林赛在Imdb網站中目前得分最低的电影，只有4.4。尽管有如观众Katrina Anne Van Tylor所写的：“（林赛）的上部电影《年轻戏剧女王的表白》是2004年最让我失望的，但是她扮演的人物却是那里唯一的亮点。”该电影收视平平，而且饱受评论责难。由此可见，当时从影6年的林赛还缺乏好莱坞当家花旦的票房号召力。罗伯特·爱德写道：“尽管（林赛）还是个有前途的新星，但是要人原谅她的「表白」前，她自己得先忏悔一下。”而《贱女孩 》应该就是爱德所说的忏悔。
《贱女孩》
林赛的第一部非迪士尼制作的影视作品就是2004年的校園青春喜劇《贱女孩》，由派拉蒙出品。故事的剧情颇有映射林赛就近所发生之事的意味。成长于非洲的16岁凯迪回到美国上中学，在学校饭堂里与以利吉娜为首的三位“假货女郎”相识。后来利吉娜插入凯迪与男友阿龙的关系，凯迪受到伤害，便立心用计报复，搬弄是非，并在逐步实施计谋的过程中迷失了自己，成为名副其实的“贱女孩”，到最后落得被家人朋友孤立的境地。幸好凯迪最后真心认错，并得到周围同学的支持和接纳，懂得了与人相处，以和为贵。而“女孩世界”也再度恢复平静。
本片的情节与《年轻戏剧女王的表白》非常相似，都是记述了高校女学生在校园内交朋友，闹矛盾，到最后重归于好的过程，而很巧合的是，凯迪和利吉娜争夺的男生竟也是名曰阿龙（Aaron，正是现实中一度夹在林赛和杜芙之间男友的前名）。《贱女孩》的脚本由天娜·菲（Tina Fey）编写，演员班底中有很多来自NBC的《周六晚现场》，而菲则自己出演了数学老师诺贝莉一角。本片出品人罗·麦克斯（Lorne Michaels）因此邀请林赛在2004年5月1日主持该节目。
《贱女孩》被普遍认为是林赛的成名之作。这部电影在美国本土获得8千6百万，全球共1亿2千8百万美元的票房纪录。勃兰登·格雷写道：“（林赛的演出）让她登上了年轻戏剧女王之宝座。”史提夫·罗德斯则写道：“林赛再一次使人眩目，漂亮的脚本真如为其睿智的喜剧天赋度身定做的一样。”
在本片拍摄前后，林赛还录制了一部长20分钟的《林赛日记》视频。内容包括她在墨西哥坎昆沙滩参加签名比赛和夜间生活等，而《贱女孩》的拍摄工作虽然为她带来“很多”的乐趣，但是从“日记”可见到她与家人离多聚少，只得将几位亲密好友带在身边方能一解孤闷的情况。
本来，林赛是想出演“假货女郎”利吉娜的，但是她后来想，不希望影迷因此将她与贱女孩一词挂钩。不过这一语反成谶，04到06年的多宗负面新闻，使得有些报章网站拿着“贱女孩”作标题去攻击她，包括她的“重度”晚会“癖”，酒精，以及与杜芙和芭黎絲·希爾頓争夺男性而产生的矛盾。林赛的私生活无疑不断地被报章杂志当作销售话题。林赛的母亲蒂娜对此说道：“朱利亚·罗伯兹单身时一年拍三部电影，跟好莱坞里所有的人约会，格温妮斯·帕特洛也一样。林赛做着同样的事。人们既然忘记了前者的那些事，也定会忘记林赛在她这段时间所做的事。”
2004年7月林赛与其初恋伟墨·瓦德拉马（Wilmer Valderrama）承认两人之间的情侣关系。她在同年11月7日以“明星”身份客串《That '70s Show》时与其搭档，在剧中扮演女郎丹尼尔，与扮演理发店员的瓦德拉马迅速相爱。但是两人后来在2004年11月中分手了。林赛在Elle中说道：“（我们的）时间表不合……而且我并不十足相信他。这也是很难的。”当被问及其復合的可能性时，她答道：“我想不会这样的了。我的生活太离谱，我又是那么的悲忧。”
《疯狂金龟车》
2005年，林赛返回迪士尼，接拍了《疯狂金龟车》（Herbie: Fully Loaded ）。这对迪士尼—林赛·罗涵组合在这次又是以童话情节联袂。该电影是迪士尼5部以甲壳虫为主题电影系列的第五部。片中林赛驾驶着有灵性的53号甲壳虫“贺比”与赛车手特里普较量并获胜。电影全球票房收益1亿4千万美元。
电影开始时，林赛饰演的角色美姬踏着滑板出席毕业典礼。的确，从这部影片打后，林赛就已经不再饰演高校少女了。林赛在一访问中提到，电影的后期制作的任务之一，就是使用数码技术去减少美姬胸部的尺寸，因为一方面迪士尼不想影片有过分的性别渲染，另一方面电影公司在电影试播的时候就已收到来自家长方面的压力。而这涉及到困扰林赛多时的“假胸”传闻。林赛通过接受访问，上“周六晚直播”节目的形式公开否认该传闻。
但是可以肯定的是，林赛的健康堪忧。在拍摄《疯狂金龟车》的过程中，林赛因过劳入院五天，并被诊断得了酸返流、贫血、低血糖、肝肿大，还有肾脏受到感染。对此，她说到自己“差点没命”，出院后，她体重减了25磅。甚至有3000名影迷愿意启动一个名为feedlindsay.com的网站，用以发表意见，希望林赛得回以前的身体曲线
《幸运之吻》
林赛的“幸运之吻”并不见得为摄制团队带来幸运，首先是票房不佳，全球只售得3千3百万，还要去面对一串劣评。制作人还要被《纽约时报》追加一笔，说“与林赛来了一场互利的狂野派对（Gropefest）”。威利斯不得不澄清，他和林赛只是“职业关系”。而林赛也否认与威利斯的情侣关系，并指责这些“和年纪大得够做她老爸的人约会”的谣言。
《大家来我家》
《大家来我家》是林赛2006年的第二部电影。这一次，林赛就不再是独挑大梁了，而是当一位女歌手约兰达的女儿罗拉。而约兰达则是由老牌女影星美里·斯翠普（Meryl Streep）饰演。电影由罗伯特·阿特曼导演。故事颇有一丝神秘的气氛，主要描述一天晚上的现场节目，人物通过高频率的对话或歌唱去展开情节。菲兹杰罗剧院被一位富翁收购，剧院所属的表演团为此而作告别演出。演出当晚表演团的各位成员上场献艺。而其间却有一位素装的天使走进了剧院并看着一位老艺员的离世。富翁也有到包厢观看一段演出，可是他却在与天使同车回家的路上车祸身亡。
在影片之中一头金发的林赛所得的戏份不算太多，在影片末段她为了补白演出的空缺而上场唱了一首歌，并且在结尾的团体合唱中再放一厥。但是正如林赛母亲蒂娜所说的：“这是一个小角色，但却是很有味道的。林赛一直都是主演。我对她（林赛）说‘把它看作一堂演艺课吧，和你同台的都是最一流的演员，美里·斯翠普，莉莉·汤霖，米雪·菲夫，记住吸收这一切。”
故事最后，几位艺员又走到一起商量开始新的演出事业。这时天使又来到了他们身边。影片结尾并无提示究竟天使有没有带走他们，但她却在2006年11月20日带走了导演罗伯特·阿特曼。从林赛寄往吊唁的信看来，一如影片中罗拉对逝去生命的敏感，她受到很大的打击。而该信因为其连篇的语法错误和条理的不清晰而引致众多责难。而林赛的发言人莱斯莉·斯隆（Leslie Sloane）为之辩护，说对一封出自心底的信作如此之挑剔批评是不尽合理的。从她的发言可得知，这封信是林赛用黑莓手机按出来的。为，那些穷追不舍的记者才是“毁了”林赛生活的缘由，“被媒体那样的追着不放是我在任何人身上都不愿意看到的，我觉得在这种情况下是很难有自己的私生活的，而且过这样的生活也是很难受的。”她的母亲也说：“狗仔队或保镖寸步不离（林赛）左右，她受到的监视比绝大部分孩子受到的要多得多。”
《波比》
正如蒂娜所说，从《亲亲两颗心》出道以来到《幸运之吻》，还有几部已公布但仍在筹划之中的电影，这位“年轻的戏剧皇后”就一直是提头主角，成为这些电影的卖点。同时她并不缺少与各名女演员携手献演的机会。从最初“非常可亲的”娜塔莎·理查森，到5年后的库提斯，然后是美里·斯翠普，这些都是在表演艺术方面造诣很高的优秀演员。但是在2005年开拍的电影波比（在美国，Bobby是Robert的昵称）中，林赛一下子就到了一“明星俱乐部”。这部虚构的电影却有着真实的历史背景，就是罗伯特·肯尼迪1968年6月5日在洛杉矶大使酒店遇刺事件。同时还有着一份星光熠熠的演员名单，除了林赛外，还有：安东尼·霍普金斯（《沉默的羔羊》、《捕与杀》、《象人》）、黛米·摩尔（《人鬼情未了》、《红字》）、 （《本能》、《炸弹专家》）、海伦·亨特（《猫屎先生》）、海特·格拉罕、马田·西恩（《现代启示录》、《葛底斯堡战役》）、劳伦斯·费雪本（《高等教育》）、威廉·麦斯和克里斯蒂安·斯拉特，而导演艾米利奥·埃斯提夫兹也在本片中饰演了一个角色。值得一提的是，本片是林赛拍摄的第一部现实主义电影（之前《小记者大侦探》和《年轻戏剧天后的表白》的题材还是带一点童话色彩的），而且还是她第一部悲剧。
影片开始的时间是1968年6月4日晚，地点是洛杉矶大使酒店。摄影机捕捉的是数对人物，例如刚到步萨曼达（海伦·亨特）和杰克（马田·西恩）夫妇，而戴安娜（林赛·罗韩）为了帮助威廉（以利亚·伍德）逃避兵役而来到酒店结婚。接线生安吉拉（海特·格拉罕），酒店经理保罗（威廉·麦斯）和他的理发美容师妻子米利安（莎朗·斯东），厨房里的工人罗加斯，还有退休的酒店安全负责人约翰（安东尼·霍普金斯）和名歌手维珍尼亚（黛米·摩尔）。情节有如《Short Cuts》和《Crash》，某些人物之间有着联系，但并不是每个人都各自相识。这些人在酒店里各做着自己的事。直到6月5日晚上R·肯尼迪来到酒店庆祝在加州的选举成功，众人都来到现场为之欢呼。意外的是当肯尼迪退场时，被一巴勒斯坦青年枪杀。在场的群众大乱，其中还有多人受伤。不幸中的万幸，除了肯尼迪，当晚的伤者都保住了生命。
该片没有将重心放在任何一个或一对人的身上。而是非常平均地穿插报道他们个人的生活，包括以资料片形式出现的R·肯尼迪。这些平凡的个体却都在肯尼迪遇刺的那一刻起受到了留影终身的冲击。林赛在这场群星会中与伍德饰演了年轻的一对。林赛不再是往前的那些青春绽放的少女，而是一位60，70年代温文尔雅的的年轻女子，含蓄而又大方，给人耳目一新的感觉。她在影片中把握好自己那几段短小的露面，以扮演好戴安娜这一位“群众”人物角色。

### 2006年-2007年：独立电影和职业生涯中断
2006年4月15日，林赛又一次登上《周六晚现场》做主持，她表达自己的感受是：“我才19岁，就已经三度登上周六晚现场，真是太疯狂了。”在节目中，她几乎参与了所有表演短片，包括当白宫发言人，“扫兴女戴比”，而其中在节目正式开场时，她与扮演宾尼兔肯南·汤普森来了一个小脱口秀，而宾尼兔却有着酒瘾，还说道：“我年轻，我还很喜欢聚会。”内容影射了林赛自己的喝酒和聚会癖。她在里面通过对宾尼兔说的话，向公众表示了自己对此的态度“我认为你不该去聚会，……聚会只会掩盖你的才华。”而在「疯狂吃蛋糕」的短片中，她与三位演员在吃一块巧克力蛋糕，四人越吃越疯狂，做出各种夸张动作，但对林赛的表演有网站做出批评，认为她根本是在“假的”“做戏”，蛋糕根本没进她的嘴就掉下了：“嗯，因为她是位演员，要演戏，何况她是位悲剧演员！”。相比同场的德拉许，林赛的演技确实还未够火候。更有观众评论道，该次《周六晚现场》“很烂”。
”在2006年1月，她的哮喘发作，再度在迈亚美入院。关于她所说的“药品”，
在2006年《名利场》杂志里她承认自己服用过“一点”毒品，但否认是可卡因，她说那是“疼痛剂”。
杂志中提到她已从贪食症中恢复过来。但是其后，林赛却“惊异”地说，《名利场》“断章取义”。
而《名利场》则反驳说，访问都有录音，杂志社可以为文章负责。2006年7月，林赛在拍摄《Georgia Rule》再度去医院，抱怨道自己“发烧还有脱水”。而Morgan Creek Productions的CEO詹姆斯·G·罗宾森写给了林赛一封信，指责她“晚晚夜夜笙歌”，东拼西凑制造“借口”，并威胁到要采取行动弥补任何金钱上的损失。对此，林赛妈妈在出席Access Hollywood时否认其指控，说林赛犯有哮喘，而且在在华氏105度高烧下工作，罗宾森的信“太离谱”，“我不认识他，我也没资格去说他好坏，但我觉得这样对待一个年轻姑娘算不上明智。”
罗宾森所说的“夜夜笙歌”指的是林赛素有名气的聚会癖。她被形容为“Party Girl”，经常和希尔顿姊妹，妮歌·莉齐结伴上酒吧，凌晨3，4点还在酒吧徘徊。这对她的健康无疑有负面作用，而雪上加霜的是，林赛烟酒都碰过。在2006年她显出要戒的迹象。2004年她抽了自己的第一支烟。之后的2005年7月她参了加“烟草远离儿童运动”，有意帮助儿童远离香烟，并劝吸烟人士戒烟。但对自己的烟瘾她则要到2006年初才开始行动。同年12月，林赛在接受People杂志采访时说到，她在洛杉矶参加匿名戒酒者协会已超过一年，此前因为这“与任何人无关，所以才要匿名啊！”而没有对外透露。值得注意的是，在07年7月2日之前，林赛喝酒都是不合法的，因为在美国只有年满21岁的人士才可以合法接触酒类，就是说林赛在《天生一對》裡以荷莉的身份品酒也是不合法的（所以当影片在迪士尼频道播出时要删去这一段）。她在拍摄电影闲余之时希望靠多上俱乐部以摆脱自己的聚会癖。发言人对此声称“这是一个缓慢的过程，但却是一件很好的事。”林赛还在访问中说道“但我外出还是太频繁了，我也知道这一点，而我对生活也有着更多的期盼。” 
与电影里面驾驶着贺比笑傲车场的美姬相比，林赛在2005-2006年里的车运就不是太妙了。她在2005一年之内就出了3次车祸。第一次只是轻微撞着前车车尾，但是事主后来提出要控告林赛。第二次则是事出狗仔队的追踪，林赛受了轻伤，警方称是有意图的碰撞，但原告并未能提供足够证据去向肇事人提出检控。第三次则是2005年10月在西好莱坞，林赛驾驶着梅塞德斯撞上了一辆货车。据称她是为了躲避狗仔队而出事的。警方认为事故是由于货车司机违规掉头造成的。当2005年12月VH1将林赛因为其“Big”而选为当年的“Big 'It' Girl”时，林赛接道：“（我）在05年够格成为巨星，凭的是一年之内就能来三宗车祸啊，老友。”不过这还没完，在2006年11月，林赛等来了18个月来第四宗车祸，她在伦敦撞上了一辆警车。
2007年5月26日，林赛汽車失控。警方在她車內及她血液內發現可卡因。因此她要接受戒毒45日。
2007年5月26日，林赛被發現血液酒精含量超標，並藏有可卡因。她被判監禁一日和十天社會服務令。她亦再次進入康复中心。

## 音乐职业生涯
林赛的偶像安·玛格丽特，是一位演员、模特及歌手。由于其所出演的电影题材的原因，林赛一直就有机会去发挥自己的音乐天赋，在《辣妈辣妹》中其歌唱事业可见端倪，而且她慢慢地有着更多的机会去唱。但只有当她得到制作人埃米里奥·埃丝泰威兹的赏识时，她的歌唱生涯才可以说是正式开始。埃斯特凡说道：“当我第一次听到她的歌声时，我就知道她有这方面的天赋，有一种常人少见的能力，可以带动听众。我能与她共事，实在是很值得高兴的”。2002年，他跟林赛签下了一份5张专辑的合约。林赛也对这个机会表示兴奋“非常高兴能与这些具有天赋的人合作。”
林赛的首张专辑《有话直说》于2004年12月7日发行。专辑最高排名位列公告牌二百强专辑榜第四號，并于2005年初获得铂金认证。林赛为风格主要是流行/摇滚的专辑中的数首歌曲合作作词。专辑受到了爱尔兰广播电视琳达·麦吉的赞扬。她对专辑给出了五颗星中的四颗，评论“《有话直说》以从罗韩年纪的艺术家所能期望到的全部真实情感与少年烦恼开场”，并将专辑与艾薇儿·拉维尼的音乐相提并论。专辑由单曲《Rumors》推广，單曲獲得了全球商業上適度的成功，单曲详细描述了林赛与流言和狗仔队的问题，并在美国获得了金认证，但遺憾的是，並沒有被排在公告牌百強單曲榜中。
林赛的第二张专辑《私人空间》于2005年12月6日发行。专辑在公告牌二百强专辑榜上最高排名第20名，并获得了金认证。林赛为褒贬不一的专辑中的大部分歌曲合作作词。专辑首支单曲《Confessions of a Broken Heart (Daughter to Father)》的音乐视频由林赛导演，并在演员中包括了她的妹妹阿莉·罗韩。音乐视频是林赛所声称的她的家庭所受到的由她的父亲所施加的痛苦的戏剧化演绎。单曲是林赛首支进入告示牌百强单曲榜的单曲，最高排名第57名。

## 影视作品
电影
| 年份 | 电影                    | 角色                                                  | 备注            |
| ---- | ----------------------- | ----------------------------------------------------- | --------------- |
| 1998 | 天生一對                | 荷莉·帕克（Hallie Parker） 安妮·詹姆斯（Annie James） |                 |
| 2000 | 真人大小                | 凯西·米契尔（Casey Mitchell）                         | 電視電影        |
| 2002 | 小记者大侦探            | 蕾西（Lexy）                                          | 電視電影        |
| 2003 | 辣妈辣妹                | 安娜·柯爾曼（Anna Coleman）                           |                 |
| 2004 | 高校天后                | 罗拉·赛普（Lola Cep）                                 |                 |
| 2004 | 凯蒂·海伦（Cady Heron） |                                                       |                 |
| 2005 | 金龜車賀比              | 玛姬·佩顿（Maggie Peyton）                            |                 |
| 2006 | 幸运之吻                | 艾什莉·奥尔布赖特（Ashley Albright）                  |                 |
| 2006 | 牧場之家好做伴          | 罗拉·约翰逊（Lola Johnson）                           |                 |
| 2006 | 鲍比                    | 黛安·豪瑟（Diane Huber）                              |                 |
| 2006 | 戀愛沒有假期            | 她本人                                                | 友情客串        |
| 2006 | 误伤                    | 女朋友                                                | 錄影帶首映      |
| 2007 | 乔治亚法则              | 雷切尔·威尔科克斯（Rachel Wilcox）                    |                 |
| 2007 | 我知道谁杀了我          | 奥布里·弗莱明（Aubrey Fleming）                       |                 |
| 2007 | 第27章                  | 祖德·汉森（Jude Hanson）                              |                 |
| 2009 | 產前陣痛                | 西娅（Thea）                                          | 電視電影        |
| 2010 |                         | 爱普莉·布斯（April Booth）                            |                 |
| 2010 | 少年狗仔队              | 她本人                                                | 纪录片          |
| 2010 | 琳賽·蘿涵的印度之旅     | 她本人                                                | BBC Three纪录片 |
| 2012 | 梦露人生                | 她本人                                                | 纪录片          |
| 2012 | 丽兹与迪克              | 伊莉莎白·泰勒                                         |                 |
| 2013 | 不合时宜的喜剧          | 瑪麗蓮·夢露                                           |                 |
| 2013 | 她本人                  |                                                       |                 |
| 2013 |                         | 她本人                                                | 素材镜头        |
| 2013 | 峡谷                    | 塔拉（Tara）                                          | 联合制片        |
| 2019 | 陰影之中                | Patricia Sherman                                      |                 |
| 2022 | 聖誕傾情                | 席艾拉·貝爾蒙特（Sierra Belmont）                     | 兼執行製作      |
| 2024 | 愛爾蘭之願              | 瑪德琳（Maddie Kelly）                                | 兼執行製作      |
| 2024 | 我瞞的聖誕              | 艾芙莉（Avery）                                       | 兼執行製作      |
| 2025 | 辣媽辣妹2               | 安娜·柯爾曼（Anna Coleman）                           |                 |

电视
- 另一个世界 - 1996年–1997年
- Bette - （2000年–2001年）（2000年10月11日播出，只在试映一集出现）
- 明星大整蛊 - 一集，2003年12月14日（參見上方）
- 周六晚现场 - 2004年5月1日主持
- 2004年MTV电影大獎颁奖典礼 - 2004年6月10日主持
- 70年代秀 - “妈妈的小帮手”，2004年11月10日
- 周六晚现场 - 2004年12月11日
- 周六晚现场 - 2005年5月21日当季最后一集的主持
- 周六晚现场 - 2006年4月15日主持
- 2006年世界音乐奖 - 2006年11月主持
- 客串电视连续剧丑女贝蒂 - 2008年10月
- 客串電視連續劇破產姊妹花3 - 2013年
- 琳賽（英语：Lindsay (TV series)） - 2014年
- 人生請病假（英语：Sick Note (TV series)） 飾演 Katerina West - 2018年
- 琳賽·蘿涵的沙灘俱樂部（英语：Lindsay Lohan's Beach Club） - 2019年[66]
- 蒙面歌手 (澳洲) 評審 - 2019年
- 名人觀看派對（英语：Celebrity Watch Party） - 2020年
- Devil May Care（英语：Devil May Care (TV series)） 配音 Ziva - 2021年

## 音乐作品

### 录音室专辑
| 《有话直说》                          | - 发行：2004年12月7日 - 唱片厂商：卡萨布兰卡 - 格式：CD、数码下载  | 4  | 36 | 9 | 53 | 19 | 12 | 105 | - 美国：铂金 | - 美国：1,000,000 |
| 《私人空间》                          | - 发行：2005年12月6日 - 唱片厂商： 卡萨布兰卡 - 格式：CD、数码下载 | 20 | —  | — | —  | 44 | —  | 122 | - 美国：金   | - 美国：500,000   |
| “—”表示未在该地区发行或未进入排行榜。 |                                                                    |    |    |   |    |    |    |     |              |                   |

### 单曲
| 标题                                               | 年份   | 最高排行榜排名 | 最高排行榜排名 | 最高排行榜排名 | 最高排行榜排名 | 最高排行榜排名 | 最高排行榜排名 | 最高排行榜排名 | 最高排行榜排名 | 最高排行榜排名 | 最高排行榜排名 | 认证                      | 专辑                                     |
| 标题                                               | 年份   | 美国           | 美国 舞曲      | 澳大 利亚      | 奥地利         | 加拿大         | 德国           | 爱尔兰         | 瑞士           | 英国           | 乌克兰         | 认证                      | 专辑                                     |
| -------------------------------------------------- | ------ | -------------- | -------------- | -------------- | -------------- | -------------- | -------------- | -------------- | -------------- | -------------- | -------------- | ------------------------- | ---------------------------------------- |
| Drama Queen (That Girl)                            | 2004年 | —              | —              | 86             | —              | —              | —              | —              | —              | —              | —              |                           | 《Confessions of a Teenage Drama Queen》 |
| Rumors                                             | 2004年 | —              | —              | 10             | 23             | —              | 14             | —              | 30             | —              | 4              | - 美国：金 - 澳大利亚：金 | 《有话直说》                             |
| Over                                               | 2004年 | —              | —              | 27             | 49             | —              | 40             | 19             | 52             | 27             | 8              |                           | 《有话直说》                             |
| First                                              | 2005年 | —              | —              | 53             | 31             | —              | 74             | —              | 51             | —              | 2              |                           | 《有话直说》                             |
| Confessions of a Broken Heart (Daughter to Father) | 2005年 | 57             | —              | 7              | 74             | —              | —              | —              | —              | —              | 7              |                           | 《私人空间》                             |
| Bossy                                              | 2008年 | —              | 1              | —              | —              | 77             | —              | —              | —              | —              | —              |                           | 不適用                                   |
| Back to Me                                         | 2020   | —              | —              | —              | —              | —              | —              | —              | —              | —              | —              |                           | 待公布                                   |
| “—”表示未在该地区发行或未进入排行榜。              |        |                |                |                |                |                |                |                |                |                |                |                           |                                          |

## 起诉《GTA5》形象侵权案
林赛·罗韩声称《GTA5》中有女性角色在未经她同意的前提下，使用了她的形象，并于2014年正式起诉了GTA5开发商R星。2016年9月，案件被判无效，罗韩的律师继续上诉。纽约州上诉法院在2018年3月22日驳回了林赛·罗韩关于《GTA5》及R星公司形象侵权的上诉。